# Resson
Resson és un comú francès al departament del Mosa (regió de Gran Est). L'any 2007 tenia 412 habitants.

## Urbanisme

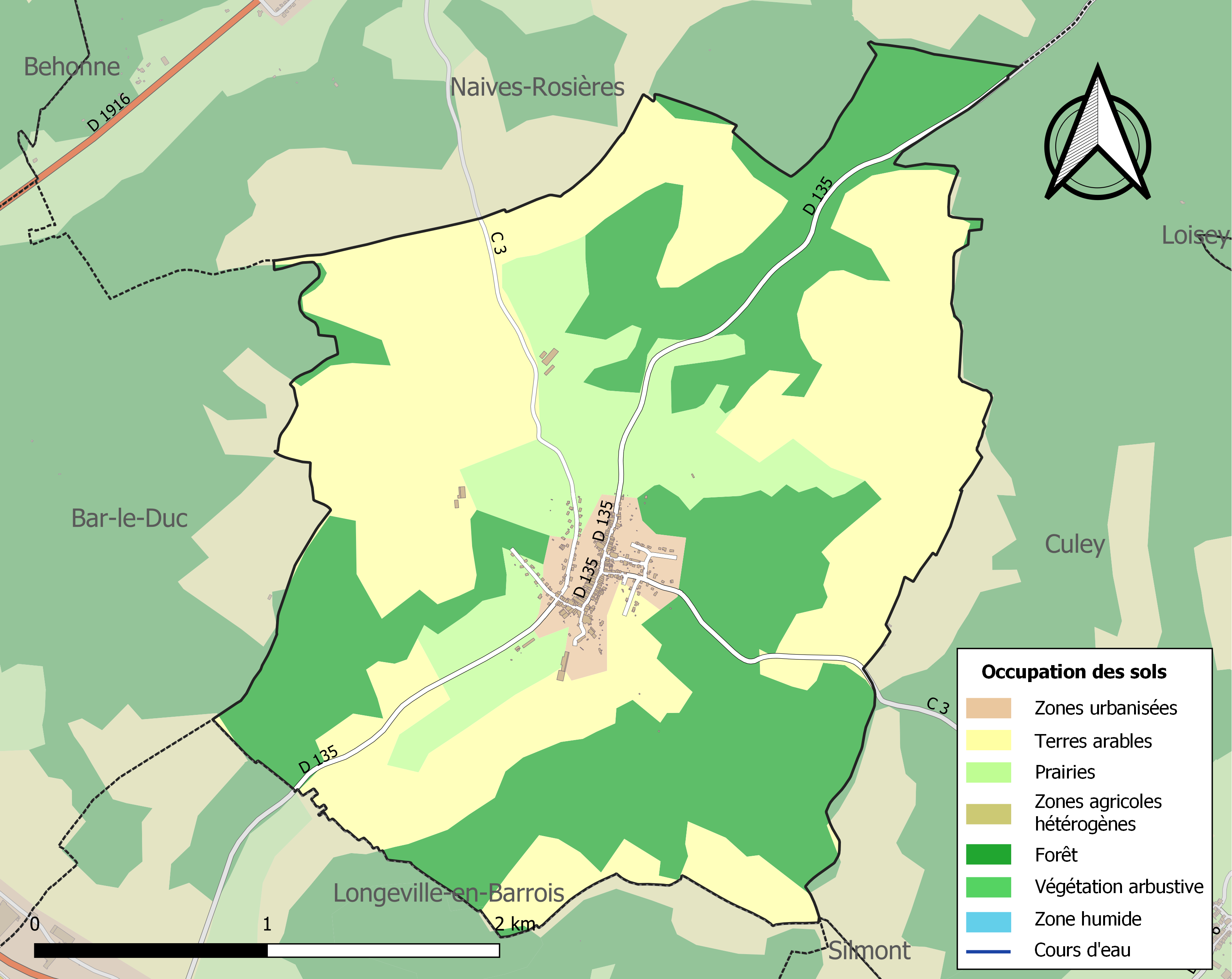
Mapa d'infraestructures i usos del sòl del comú l'any 2018(CLC).

Resson és un comú rural, ja que és un dels comuns poc o molt poc poblats, en el sentit de la quadrícula de densitat comunal de l'INSEE.
A més, el comú forma part de l'àrea d'atracció de Bar-le-Duc, del qual és un comú de la corona. Aquesta zona, que inclou 86 comuns, es classifica en àrees entre 50.000 i 200.000 habitants.
La cobertura del sòl del comú, tal com es desprèn de la base de dades biofísica europea de cobertures del sòl CORINE Land Cover (CLC), està marcada per la importància del sòl agrícola (58,1% el 2018), una proporció idèntica a la de 1990 (58,1%). La distribució detallada el 2018 és la següent: terres de conreu (44,9%), boscos (38,6%), prats (13,2%), zones urbanitzades (3,3%).
L'IGN també ofereix una eina en línia per comparar l'evolució en el temps de l'ús del sòl al comú (o territoris a diferents escales). S'hi poden accedir en forma de mapes o fotografies aèries diverses èpoques: la Carta Cassini (segle xviii), el carte d'état-major (1820-1866) i el període actual (des del 1950).

## Demografia

### Població
El 2007 la població de fet de Resson era de 412 persones. Hi havia 160 famílies, de les quals 32 eren unipersonals (12 homes vivint sols i 20 dones vivint soles), 64 parelles sense fills i 64 parelles amb fills.
La població ha evolucionat segons el següent gràfic:

### Habitatges
El 2007 hi havia 173 habitatges, 162 eren l'habitatge principal de la família, 5 eren segones residències i 6 estaven desocupats. 164 eren cases i 8 eren apartaments. Dels 162 habitatges principals, 143 estaven ocupats pels seus propietaris, 18 estaven llogats i ocupats pels llogaters i 1 estava cedit a títol gratuït; 4 tenien dues cambres, 13 en tenien tres, 40 en tenien quatre i 105 en tenien cinc o més. 124 habitatges disposaven pel capbaix d'una plaça de pàrquing. A 52 habitatges hi havia un automòbil i a 92 n'hi havia dos o més.

### Piràmide de població
La piràmide de població per edats i sexe el 2009 era:
| Homes | Edats   | Dones |
| ----- | ------- | ----- |
| 0     | 95 o +  | 0     |
| 0     | 90 a 94 | 0     |
| 0     | 85 a 89 | 0     |
| 0     | 80 a 84 | 0     |
| 0     | 75 a 79 | 0     |
| 12    | 70 a 74 | 8     |
| 16    | 65 a 69 | 12    |
| 8     | 60 a 64 | 8     |
| 8     | 55 a 59 | 12    |
| 4     | 50 a 54 | 12    |
| 20    | 45 a 49 | 8     |
| 28    | 40 a 44 | 28    |
| 28    | 35 a 39 | 24    |
| 12    | 30 a 34 | 8     |
| 12    | 25 a 29 | 16    |
| 4     | 20 a 24 | 12    |
| 12    | 15 a 19 | 12    |
| 20    | 10 a 14 | 4     |
| 12    | 5 a 9   | 28    |
| 8     | 0 a 4   | 8     |

## Economia
El 2007 la població en edat de treballar era de 273 persones, 204 eren actives i 69 eren inactives. De les 204 persones actives 197 estaven ocupades (109 homes i 88 dones) i 7 estaven aturades (1 home i 6 dones). De les 69 persones inactives 31 estaven jubilades, 25 estaven estudiant i 13 estaven classificades com a «altres inactius».

### Ingressos
El 2009 a Resson hi havia 166 unitats fiscals que integraven 434 persones, la mediana anual d'ingressos fiscals per persona era de 18.139 €.

### Activitats econòmiques
Dels 5 establiments que hi havia el 2007, 2 eren d'empreses extractives, 2 d'empreses de fabricació d'altres productes industrials i 1 d'una empresa de serveis.
L'any 2000 a Resson hi havia 6 explotacions agrícoles que ocupaven un total de 525 hectàrees.

## Equipaments sanitaris i escolars
El 2009 hi havia una escola elemental.

## Poblacions properes
El següent diagrama mostra les poblacions més properes.